# 埃尔登·坎贝尔
埃尔登·杰尔姆·坎贝尔（英語：Elden Jerome Campbell，1968年7月23日—），美国NBA联盟前职业篮球运动员。他在1990年NBA选秀中第1轮第27顺位被洛杉矶湖人选中。